# Curry

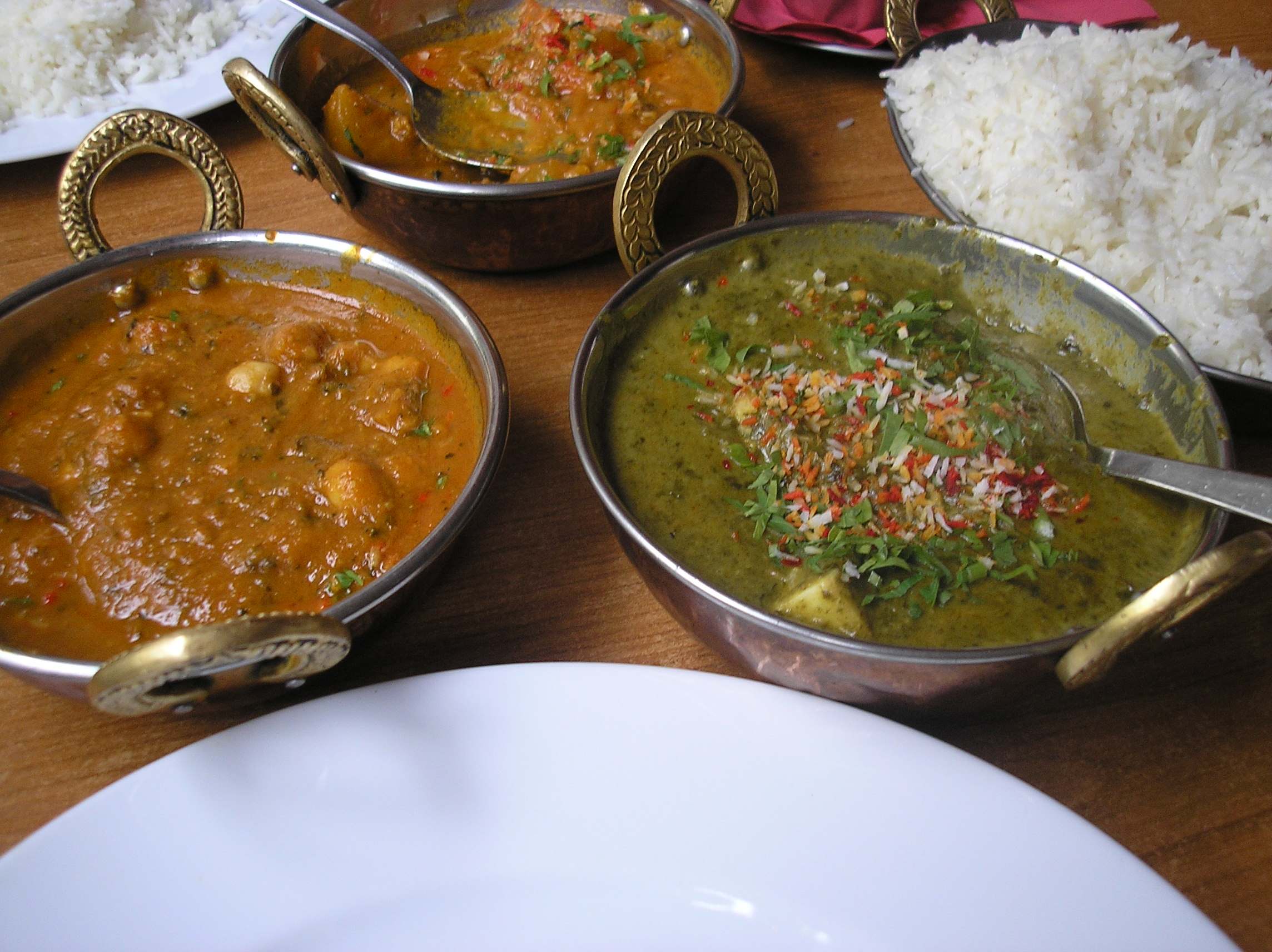
Diferentes platos de la cocina india.

Curri, curry, o también carí en el español filipino; (de caril en portugués para designar kari, ‘salsa’ en támil) es un nombre generalmente adoptado en Occidente para describir un conjunto de platos elaborados con una mezcla de especias, más o menos picantes, desarrolladas en las cocinas asiáticas, del este y el sudeste asiático. Estos platos fueron difundidos en Europa por el Reino Unido y Países Bajos, al transferir el conocimiento adquirido en sus colonias durante el siglo XVIII. El curri es una mezcla basada en diferentes especias que se utilizan en la India (masala), para guisos o estofados con salsa; asimismo se refiere a los platos preparados con esa salsa.
La receta del curri varía mucho según cada región y su color depende de los ingredientes de la mezcla. La mezcla de curri a menudo incluye algunas de las siguientes especias: chile (guindilla), basílico, anís de los Vosgos, apio, azafrán, canela, cardamomo, cebolla seca, cilantro, clavo, comino, cúrcuma, fenogreco, jengibre, mostaza, nuez moscada, pimienta, pimienta de Cayena o tamarindo.

## El curri a lo largo del mundo

### Gastronomía de la India

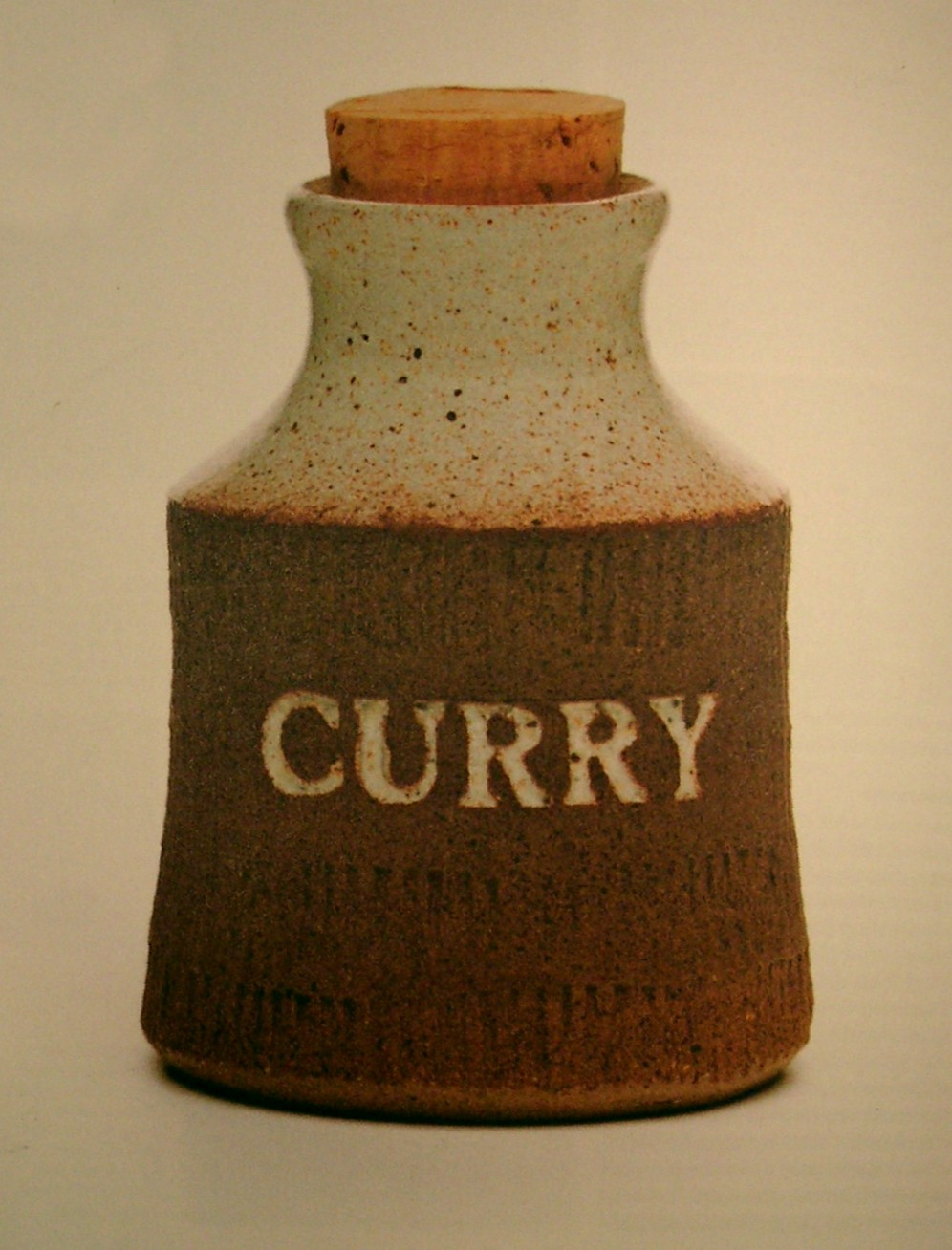
Signe Persson-Melin, kryddburk "Curry" 1955.

El nombre curri proviene de la palabra en idioma támil kari que se remonta al sur de la India y que se emplea para describir cualquier plato con acompañamiento de arroz. De la misma forma el denominado, árbol de curri que en idioma támil se designa como karuvapillai (que significa literalmente hojas oscuras) es una abreviación de la palabra támil kari-veppilai y es empleado en muchos platos del estado de Támil Nadú (sur de la India) como acompañamiento de verduras, carne y arroz. El término curry significa estofado y fue adoptado por el idioma inglés antes de la llegada de los comerciantes ingleses al subcontinente, y fue utilizado para designar los platos estofados y que poseían un caldo rico en diversas especias.
El término ahora se ha extendido por todo el mundo, y se aplica a cualquier plato con especias que posea un estilo indio o asiático, o bien a una mezcla de especias deshidratadas comercializada bajo distintas marcas como aliño para todo tipo de platos y que intenta acercarse al sabor de las preparaciones originales. En oriente, el término es más usado en el sur de la India y rara vez es empleado en el norte. Las mezclas comerciales de curri en polvo se denominan garam masala en hindi, nepalí y otros dialectos del norte de la India. El término se emplea también en la mayoría de los platos que incluyen lentejas secas denominadas dal, o hace referencia a especias específicas empleadas en la preparación. Existe una familia de platos en el norte de la India con ascendencia india y pakistaní que reciben el nombre de curri o kadi que emplean yogur, ghee y besan.
En el norte de la India la palabra curry generalmente significa gravy y ya que suena igual que la palabra tari (que posee el mismo significado que gravy para muchos habitantes del norte y de India) Los platos bengalíes denominados torkari o verduras suelen estofarse en un caldo y estas preparaciones fueron llamadas curry por los ingleses que ocuparon la India.
Según otra teoría la palabra curry podría provenir de la palabra kadahi o karahi, denotando el recipiente con el que se sirve esta salsa.

#### Cocina de Andhra Pradesh o télugu

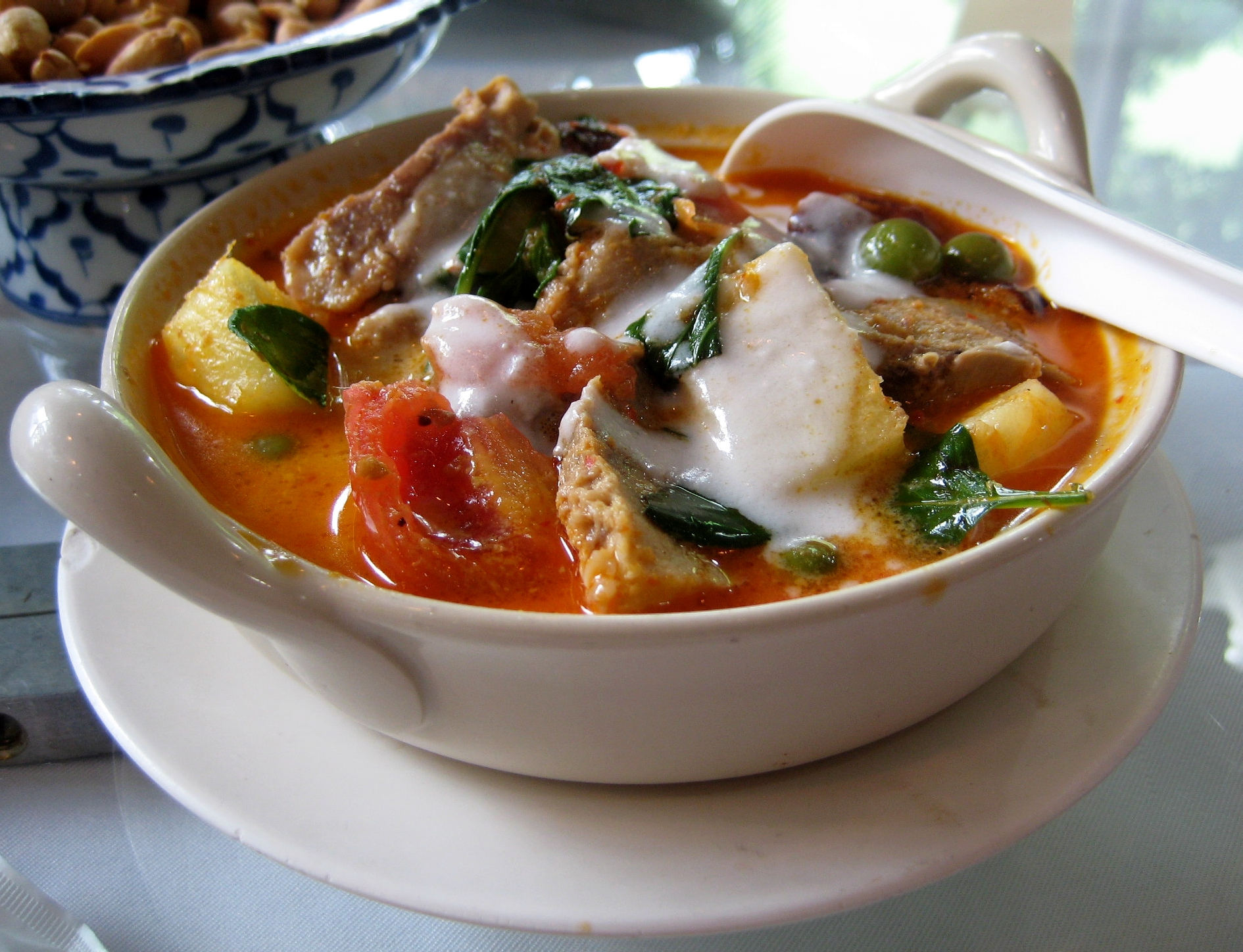
Curry rojo de pato asado.

Andhra Pradesh, uno de los cuatro estados del sur de la India, tiene sus propias tradiciones culinarias sobre el curri y allí elaboran el denominado Andhra curri. De hecho el plato principal de la cocina télugu se denomina kūra en télugu (koora en inglés). Existen diversas variedades regionales en la cocina de Andhra Pradesh.
Telangana, que se encuentra ubicada al oeste de Andhra Pradesh, tiene platos como 
el ambali,
el jonna rotte (jowar bread),
el sajja rotte (pan plano elaborado con granos de sajja),
y el biryani (muy influenciado por la cultura islámica). Los distritos costeros tienen sus propias variaciones tales como el gongura koora,
chepala pulusu (sopa de pescado),
el bandhar laddu (plato dulce). Pero existen ciertos platos dulces que son populares en todas las regiones de Andhra Pradesh como el biryani,
el upma,
el uppudi pindi,
el idli,
el vada,
las dosas,
el shambar,
el minapa attlu y
el pappadam (que en Occidente es popularmente conocido como poppadam).

#### Cocina bengalí
La cocina bengalí incluye una gran variedad de curris muy poco difundidos fuera de la India. Los mismos son muy populares por su gran cantidad de especias. Los platos de curri son populares, destacándose los curris jhalfrezis y el prawn malai. Los mariscos y el pescado son los ingredientes favoritos en las mesas de los bengalíes e innumerables cantidades de curris se hacen acompañar por carnes. Las semillas de mostaza se añaden a muchas recetas, como también semillas de amapola, ambos ingredientes proporcionan un carácter especial a los platos bengalíes. Los curris bengalíes han derivado de otros platos y se basan en el agregado de hierbas aromáticas frescas como el jengibre y el ajo, esto contrasta con el empleo de curris preparados que solo proporcionan una pequeña parte de sabor.

#### Cocina de Karnataka
Comparados con el curri de otras partes de la India, las variedades de curri de Karnataka poseen una gran cantidad de dal (legumbres). Algunos platos típicos incluyen el
saaru,
gojju,
thovve,
huli,
majjige huli,
sagu o
kootu, que se come acompañado con arroz caliente.

#### Cocina malayali

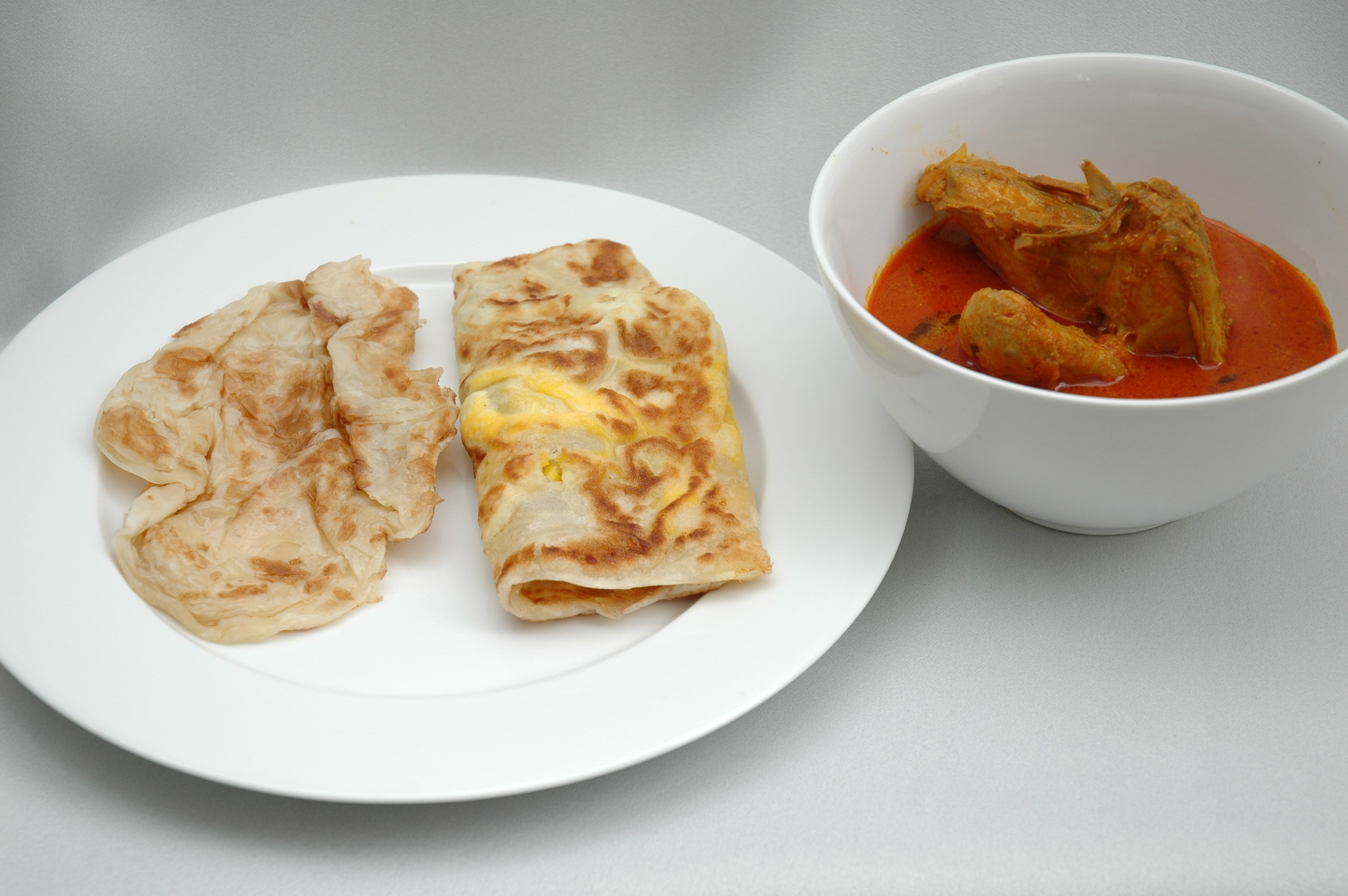
Pan plano roti con curri de pollo.

Los curris malayali de Keralá se destacan por contener leche de coco, hojas de curri y diversas especies. Las semillas de mostaza se incluyen en casi todos los platos, junto con cebollas y chiles rojos fritos.
La mayoría de los platos no vegetarianos están fuertemente especiados. Keralá es conocido por su tradicional
sadhya (un plato vegetariano servido con arroz cocido);
parippu,
papadam,
ghi,
sambar,
rasam,
aviyal,
kaalan,
kichadi,
pachadi,
injipuli,
koottukari,
encurtidos (de mango o de lima, entre otros),
thoran (uno de los cuatro tipos de curri),
el payasam,
boli,
olan,
pulissery,
moru (suero de mantequilla),
upperi y
bananas fritas.
El sadhya se sirve en una hoja de banano.

#### Cocina panyabí
La cocina de Panyab se destaca por el uso de trigo, los masalas (mezclas de especias), el puro desi ghi, con cantidades liberales de mantequilla y nata. Existen ciertas recetas de curris y exclusivas del Panyab, tales como el maha di dal y el sarson da saag (sarson ka saag). Sandeep bhateja, es uno de los curris más famosos del Agra (India), y forma parte de muchos de los platos de la región.

#### Cocina tamil
La cocina de Támil Nadú se distingue por su rico sabor y aroma, producto de una combinación de especias que incluyen las hojas de curri, el tamarindo, el coriandro, el jengibre, el ajo, la pimienta negra, el clavo de olor, el fenogreco, la nuez moscada, el cardamomo, el comino y el hinojo, como también el agua de rosas. Las lentejas, las verduras y los productos lácteos son acompañamientos esenciales y son servidos generalmente con arroz. Por regla general en esta región predominan los platos vegetarianos, cocinados con aliños típicos de la cocina támil.

### Cocinas del Sudeste de Asia

#### Cocina de Indonesia

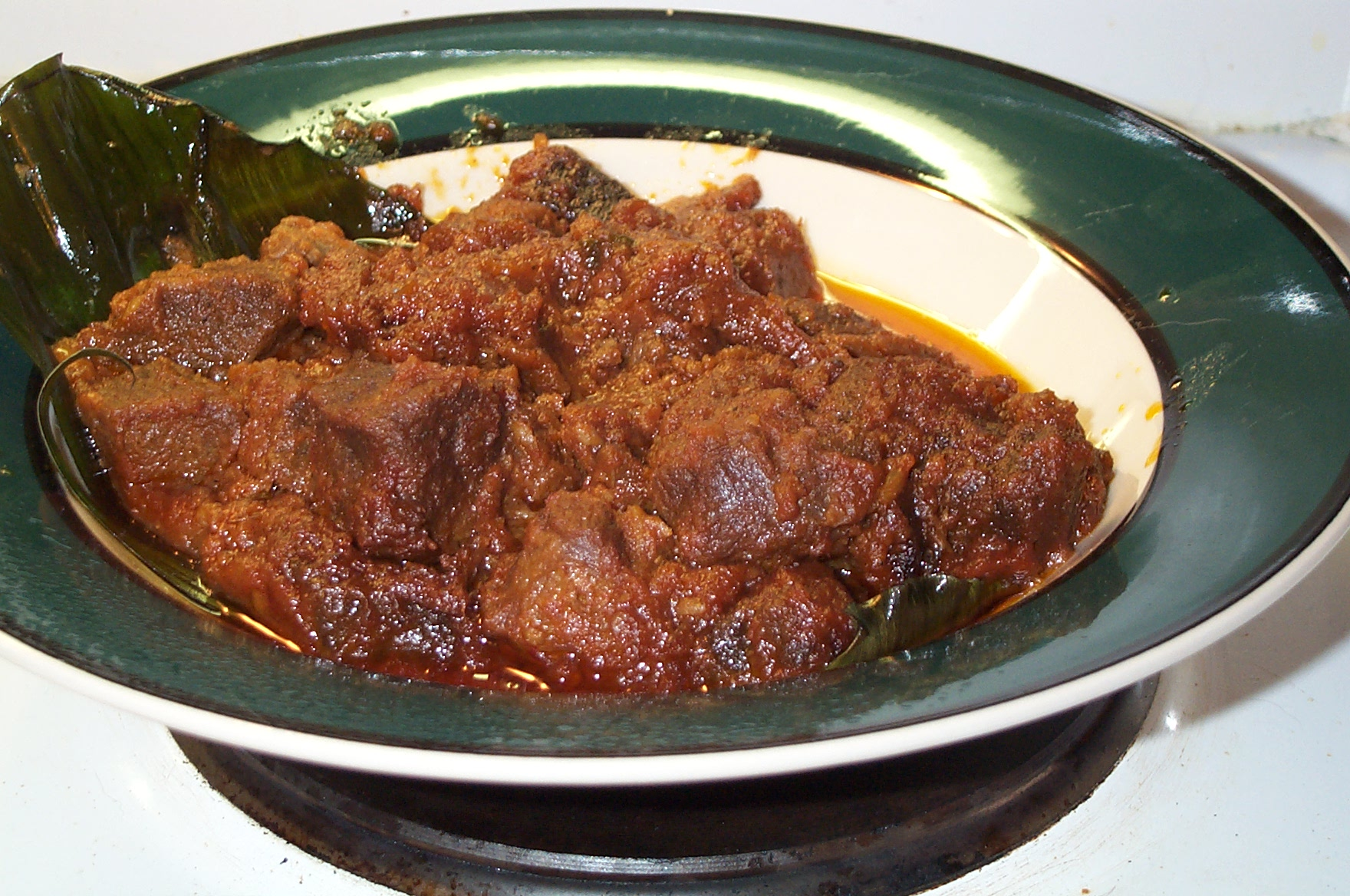
Un curri típico de la cocina indonesia: el rendang de cordero.

En Indonesia, el gulai y el kari o kare son salsas basadas en la idea del curri. Suelen ser salsas en las que su localización está muy ubicada en ciertas regiones de Tailandia debido al uso especial de verduras de la zona que se emplean en su elaboración. Pueden emplear una variedad de carnes (pollo, vaca, buey y cabra como saborizante del gulai kambing), mariscos (gambas, langosta, almejas, sepia, etc), pescado o vegetales entodos mezclados en una salsa especiada. Suele contener verduras locales como el chiles, hojas de lima, zacate limón Cymbopogon, Galangal, hojas de laurel indonesias, nueces grandes, cúrcuma, pasta de gambas (terasi), comino, semillas de coriandro y leche de coco.
Un curri muy popular es el rendang procedeente de la cocina del Oeste de Sumatra, no es malayo tal y como a veces proclaman los restaurantes ingleses. El rendang auténtico emplea en su elaboración carne de búfalo cocinado muy lentamente con leche de coco durante horas para que se haga más suave y tenga sabor. En Aceh, los curris emplean daun salam koja o daun kari (traducido como ‘hojas de curri’).

#### Cocina malaya
A pesar de ser Malasia un punto de cruce de diversas rutas de comercio, la cocina malaya ha podido desarrollar sus características propias. En Malasia es posible encontrar casi todo lo que es representativo de la cocina de Asia, haciendo gala de su herencia tanto multicultural como multiétnica. Mientras que el curri pudo haber tenido influencias de la cocina India debido a las corrientes de inmigrantes de este país, es también cierto que existen influencias de la gastronomía china. Los curris malayos difieren de estado en estado, incluso en los mismos grupos étnicos poseen muchos factores influenciados que cuentan a la hora de encontrar diferencias.
Muchos curris malayos emplean polvo de curri en su elaboración, y son ricos en cúrcuma (colorante natural amarillo), leche de coco, chalotas, jengibre, belacan (pasta de gambas), chiles y ajo. Se emplea también el tamarindo. El rendang es otra forma de curri servida en Malasia, a veces es seco y contiene más carne y leche de coco que el original indonesio. Los curris malayos incluyen todo tipo de carnes, mariscos, pescados y verduras.

#### Cocina tailandesa

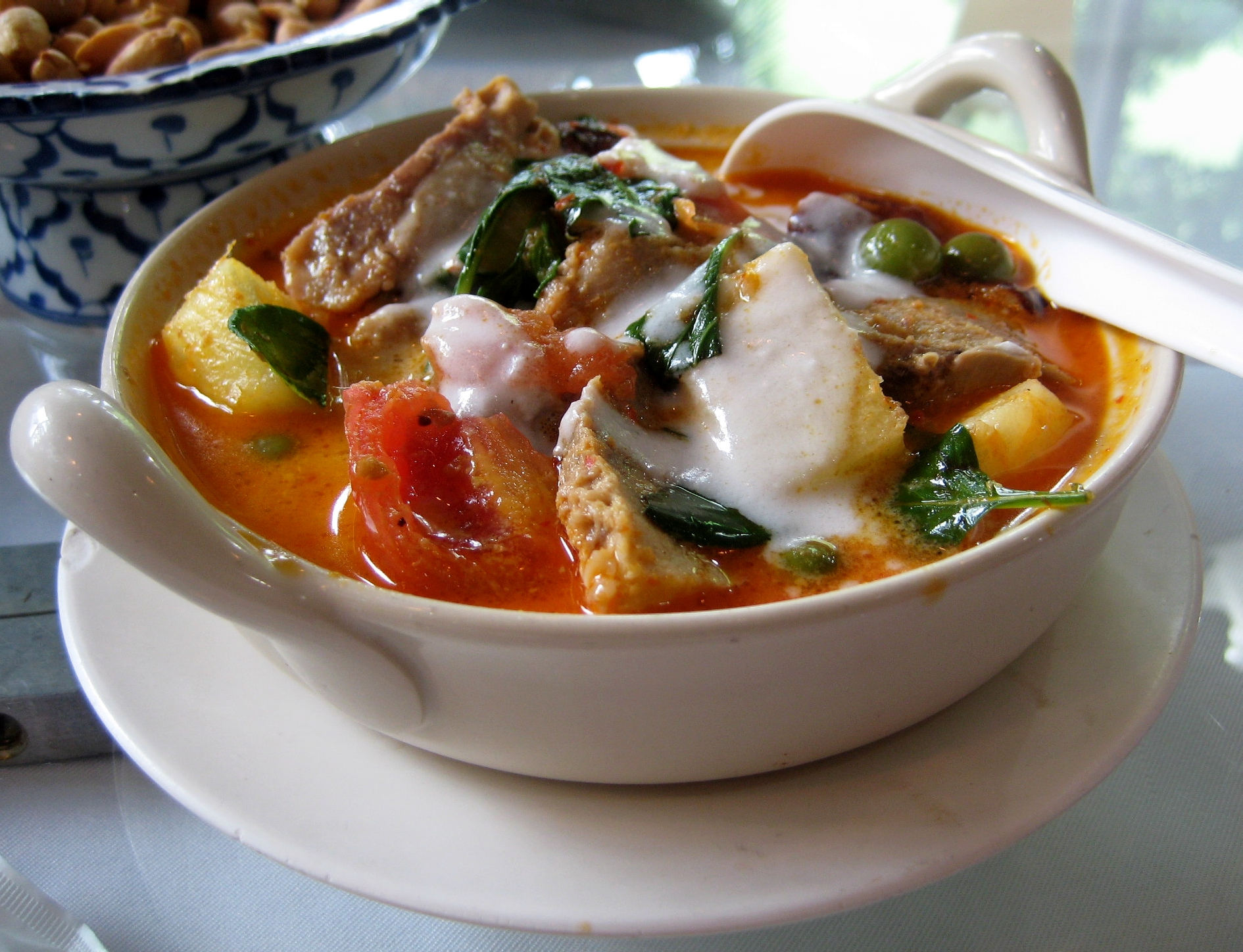
Curry tailandés.

En la cocina de Tailandia los curris de carne, pescado o verduras son muy comunes y se sirven siempre en una salsa picante. Emplean diversos ingredientes de la zona, emplean la lima, el hierba limón, el galangal y la leche de coco, el resultado final es un curri más aromático que el indio. Los curris tailandeses se describen a veces por su color; los curris rojos emplean chiles rojos mientras que los curris verdes emplean los chiles verdes bien picados.
Los curris amarillos son muy similares a los curris indios, con abundante uso de la cúrcuma (colorante amarillo) y el comino en polvo. Los curris amarillos de Tailandia contienen por regla general patata. El curri amarillo se denomina también gaeng curry (con diferentes pronunciaciones dependiendo del lugar), y su traducción podría ser algo como la palabra curry curry. El curri tailandés es realmente una adaptación del curri indio, influenciado por la inmigración del pueblo indio.

#### Otras cocinas de la India

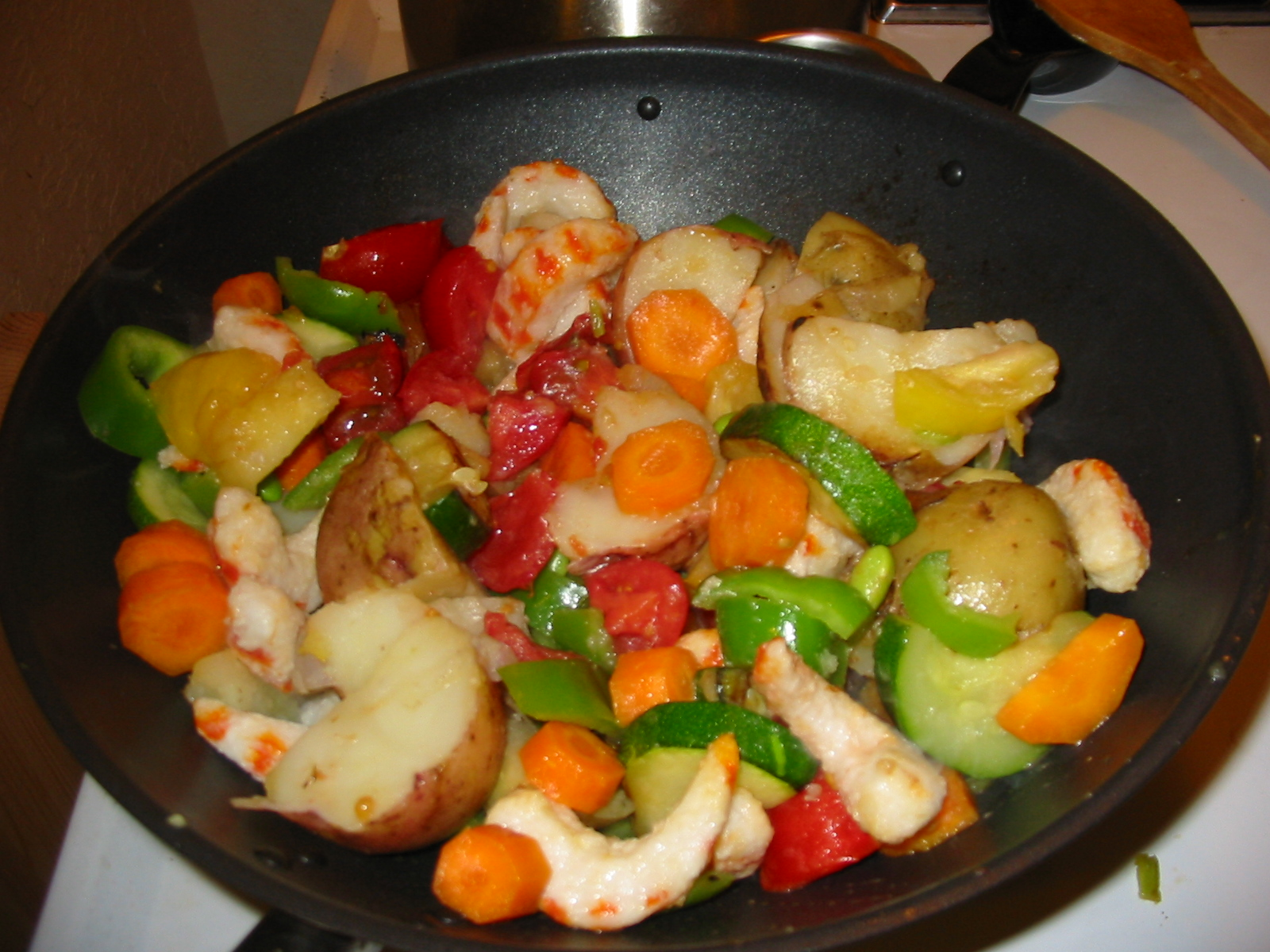
Plato de mariscos y verduras preparado para recibir un curri.

En otras variedades de la cocina de la India, kadhi es un gravy: elaborado de yogur en un roux de ghi y besan. Las especias añadidas varían en proporción y cantidad pero se emplea por regla general la cúrcuma y las semillas de mostaza negra. Servidas por regla general con arroz.

### Otras cocinas del Sudeste de Asia

#### Cocina pakistaní
Un curri favorito en Pakistán es el karahi, que puede ser elaborado tanto con la carne de cordero como con pollo cocido en una salsa seca. El Lahori karahi incorpora ajo, especies y vinagre. El peshawari karahi es un plato simple que lleva carne, sal, tomates y coriandro.

#### Cocina bengalí
La cocina de Bangladés presenta numerosas variaciones regionales. Se destacan las muchas variantes de mezclas de especias propias comparadas con las variedades de la cocina bengalí de India. Una característica es el uso abundante de la leche de coco refinada muy habitual en los distritos de Khulna y Kommilla. Un alimento básico a través de todo el país es el arroz y el dhal. Dado que gran parte de Bangladés (más del 80% en algunas ocasiones) puede estar inundado, el pescado es la mayor fuente de proteínas en la dieta de Bangladés. Está muy divulgado el plato inglés denominado chicken tikka masala que se elabora en los restaurantes de sylheti por los chefs más afamados.

#### Cocina de Sri Lanka
La cocina de Sri Lanka consiste principalmente de platos elaborados con arroz y curri, así como mariscos.

### Cocina inglesa

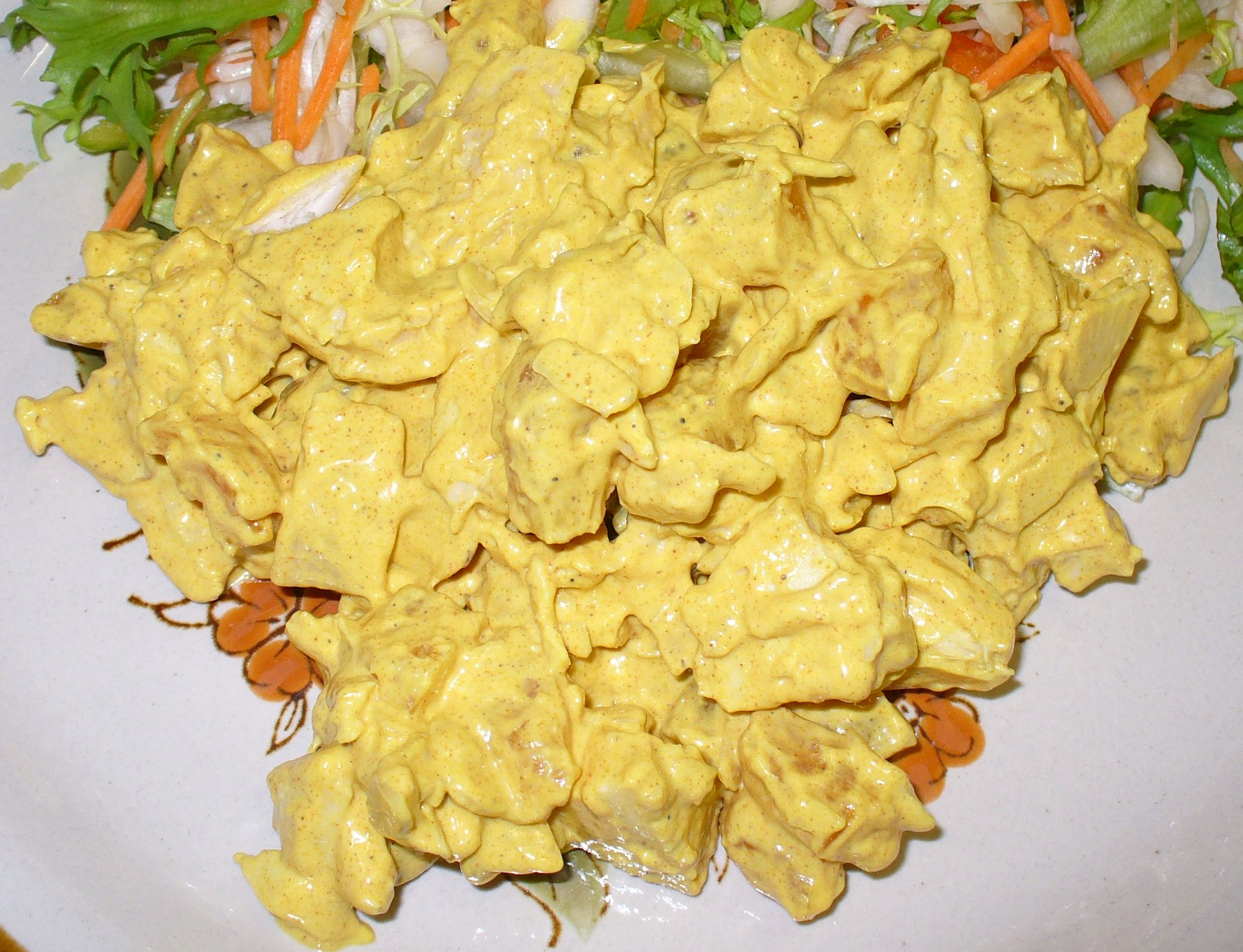
Plato denominado Coronation Chicken (‘pollo de la coronación’).

Se puede obtener más información en: Gastronomía de Inglaterra y Gastronomía anglo-india
En la cocina británica es muy habitual el empleo de los curris que se denominaban principalmente a los polvos de curri o una pasta elaborada a base del polvo y de diferentes aceites. La primera receta de curri apareció en el libro The Art of Cookery made Plain and Easy de Hannah Glasse publicado en el año 1747. La primera edición de su libro empleaba tan solo pimienta y semillas de coriandro para aliñar el 'currey'. En la cuarta edición del libro se añadieron otros ingredientes como la cúrcuma y el jengibre. El empleo de especias picantes no se menciona, lo que puede hacer pensar el uso limitado del chile en la India.
Las plantas de chile se introdujeron en la India aproximadamente en el siglo XV y fueron populares solo en el sur de la India. Muchas recetas de curri del siglo XIX como las que proporciona Charles Elme Francatelli y Mrs Beeton. En Mrs Beeton's Book of Household Management, aparece una receta para el polvo de curri que contiene coriandro, cúrcuma, canela, cayenna, mostaza, jengibre, allspice y fonogreco; todo ingredientes que podían encontrarse en tiendas económicas.
La popularidad del curri se incrementó en Inglaterra con la invención del 'Coronation chicken' para conmemorar la coronación de la reina Reina Elizabeth II en 1953. Curry sauce (o curry gravy) es un uso de un curri como condimento, generalmente se sirve caliente en los locales de comida rápida tradicionales inglesas. Las salsas curri se sirven ocasionalmente con sultanas.
La popularidad del curri en el Reino Unido se vio reforzada con la llegada de los restaurantes indios. Hasta la década del años setenta la mayoría de los restaurantes en Gran Bretaña eran de propietarios de origen bengalí. La mayoría de ellos de inmigrantes del Este de Pakistán, que venían de Bangladés en 1971. Los restaurantes bangladeshis provenían principalmente de la ciudad de Sylhet. Hasta 1998, casi el 85% de los restaurantes de Inglaterra eran de Bangladés pero en 2003 esta proporción declinó hasta el 65%. La preponderancia de los restaurantes bangladeshis está declinando en algunas partes de Londres. En Glasgow existen más restaurantes de origen panyabí que de otras nacionalidades.
A pesar de poseer origen indio muchos de los propietarios de los restaurantes ingleses, el menú ofrecido está influenciado por la cocina nepalí e incluso a veces con platos de origen persas. Algunas de los platos de curri ingleses se han exportado a otros países de habla inglesa, e incluso a la misma India. Los restaurantes de curri al estilo inglés se han exportado y son muy populares en Canadá, Australia y Nueva Zelanda. En relativamente poco tiempo el curri se ha incorporado a la cocina inglesa tradicional, tanto que desde finales de la década de los 1990s, el plato denominado Chicken Tikka Masala se ha denominado como british national dish. y hoy en día está disponible en diferentes formas en las tiendas cercanas a las estaciones de tren Intercity inglesas.

#### Lascurry houseso casas de curri inglesas

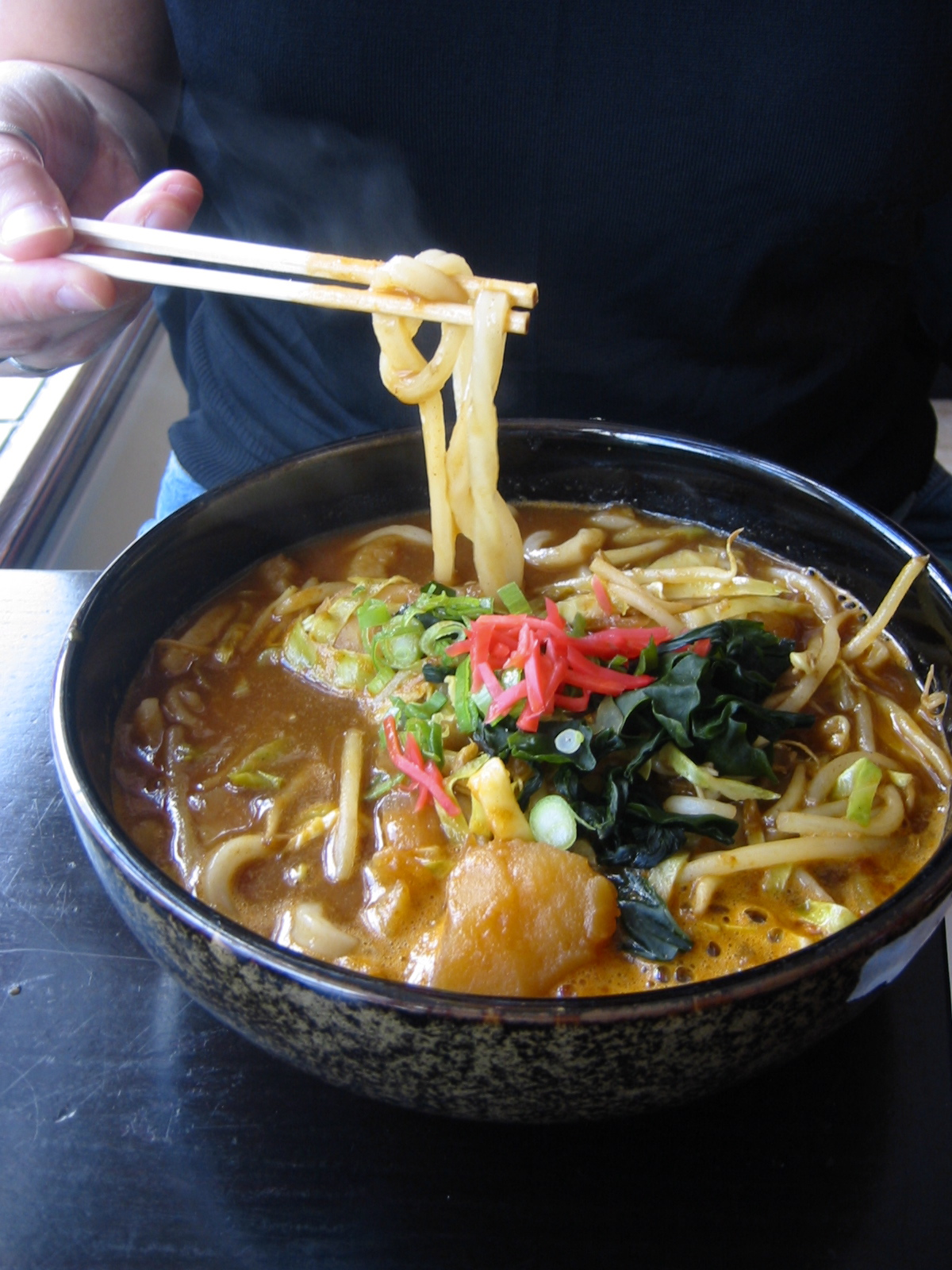
Curry inglés servido en un curry house de Brighton.

Existen establecimientos que sirven auténtica comida india en Gran Bretaña. Muchos ingleses mencionan la expresión de «ir a por un curri» indicando que van a estos lugares especiales. Los restaurantes se han acabado denominando «casas de curri» y operan bajo las mismas regulaciones que otros establecimientos o restaurantes. El caldo o estofado estándar por lo general contiene un salteado mezcla de cebollas, ajo y jengibre fresco, con mezclas de especias dependiendo de la receta pero puede incluir:
clavos de olor,
canela,
cardamomo,
chiles,
granos de pimienta,
comino y
semillas de mostaza.
El coriandro molido es empleado como agente espesante y la cúrcuma como agente colorante (amarillo) como por sus propiedades que favorecen la digestión. Los restaurantes de mayor renombre suelen preparar las mezclas de especias a diario y emplean ingredientes frescos. Algunos de los platos de curri más populares son:
- Korma/Kurma: es una mezcla amarilla con almendras y polvo de coco.
- Curry: medium (medio), brown (color café), gravy; como una salsa.
- Dupiaza/Dopiaza: curri mediano, la palabra significa ‘doble cebolla’ y se refiere a la versión cocida y luego frita de su principal ingrediente: la cebolla.
- Pasanda: un curri suave elaborado con crema, leche de coco y almendras.
- Roghan Josh (de roghan (grasa) y josh (‘calor’ en el sentido de muy caliente o muy especiado): elaborado con tomates.
- Bhuna: salsa con diversas verduras.
- Dhansak: algo picante, hay versiones dulces, elaborado con lentejas (originalmente era un plato parsi). Contiene a menudo piña.
- Madrás: curri muy picante de color rojo y con una gran cantidad de polvo de chile.
- Pathia: similar al madras pero elaborado con zumo de limón y purée de tomate.
- Jalfrezi: cebollas, chile verde y una salsa espesa
- Vindaloo: se suele poner como una salsa especialmente picante, aunque no posee una cantidad especial de especias. El nombre proviene de la cocina portuguesa vinho (vino) y alho (ajo)
- Phaal: extremadamente picante.
- Vindaloo: extremadamente picante similar al Phaal. Generalmente solo se encuentra en las cercanías de Bradford y en el norte del país en general.
- Samber: salsa confinada solo en el noroeste de Inglaterra: elaborado con zumo de limón y lentejas.
- Afghan: con garbanzos.

El tandur fue introducido en Inglaterra en los años sesenta, y los platos de pollo tandori y pollo tika se hicieron populares por aquel entonces; el pollo ṭikka masālā se dice que fue inventado en Glasgow cuando un cliente demandó una salsa ligeramente seca (la leyenda dice que el cocinero calentó una salsa de sopa de tomate condensada de una lata de Campbell y le añadió algunas especias) convirtiéndose en una variante del plato del Panyab denominado pollo a la mantequilla.

#### Balti currys
Es un estilo de curris desarrollado en la ciudad de Birmingham, Inglaterra que se ha popularizado en los años 70 y que posee un estilo peculiar en sus curris.

### Cocinas del Este de Asia

#### Gastronomía china
En la gastronomía de China se utilizan el curri, y uno de los más comunes es el llamado polvo cinco sabores o polvo cinco especias, que mezcla cinco ingredientes (cúrcuma, comino, pimentón, canela y cardamomo). Es conocido como um gion fan ('cinco sabores') y es muy utilizado en la preparación de diversos platos, aportando mucho sabor y aroma.

#### Cocina japonesa

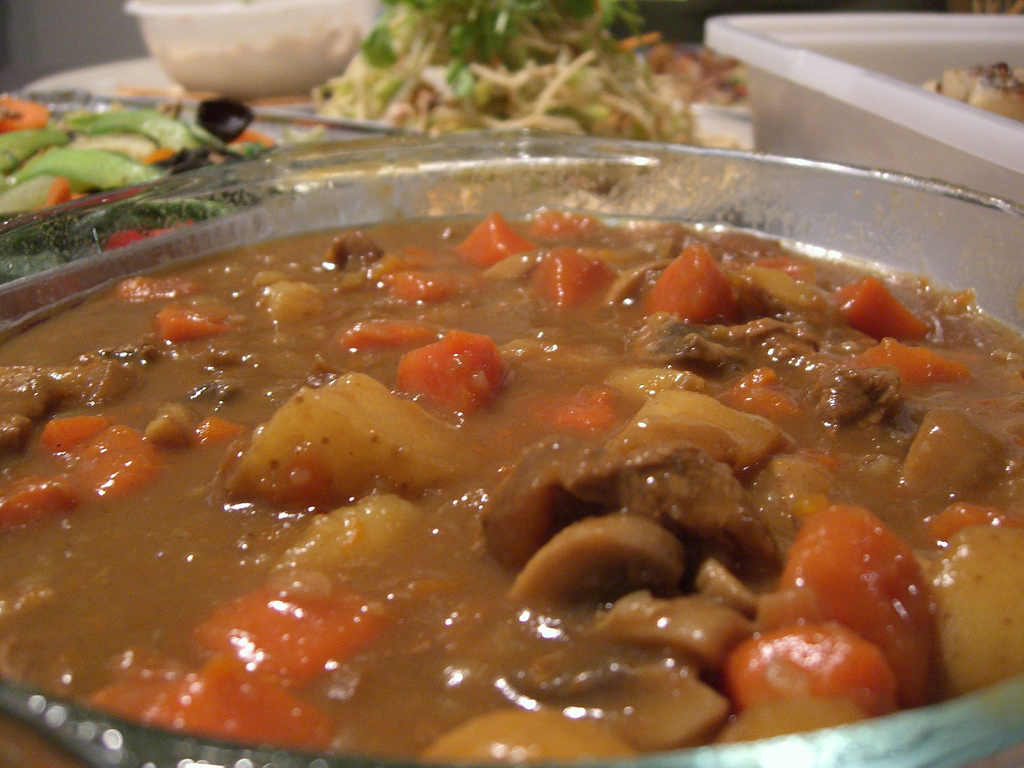
Curri japonés.

El curri japonés (カレー, karē en japonés) es uno de los platos más populares en Japón, donde mucha gente lo llega a consumir dos o tres veces por semana de acuerdo con algunas encuestas. Es por regla general denso, algo dulce y no tan picante como las variantes de la India o de Tailandia. Se suele servir acompañando como karē raisu (curri, arroz y a menudo algunos encurtidos, todo ello servido en el mismo plato), que es un plato muy típico del almuerzo en las cantinas.
El curri fue introducido en Japón por los británicos en la era Meiji (1869-1913) tras dar fin con su era de autoaislamiento (Sakoku), no obstante esa es una de las razones por las que en Japón se considera al curri como un plato occidental. Tras su introducción en el Japón el curri se extendió debido al uso que hacía el Ejército Imperial Japonés y la Armada Imperial en las diferentes cantinas extendidas a lo largo de todo el territorio de Japón. Esta es una de las razones por las que todavía hoy en día la fuerza japonesa de autodefensa todavía sirve cada viernes curri como almuerzo.
El curri estándar japonés contiene cebollas, zanahorias, patatas y carne. Algunas veces manzanas asadas o incluso miel para darle un 'toque' ligeramente dulce, añadiendo incluso algunas verduras en su lugar. Como carne se suele emplear, cerdo, vaca y pollo en orden descendente de popularidad. En el norte y este de Japón incluyendo Tokio, la carne de cerdo es la carne más popular para el curri. La vaca es la más popular en el oeste de Japón, incluyendo Osaka, y en Okinawa se prefiere el pollo.
En algunas ocasiones el arroz-curri se cubre con pequeñas tiras de carne de cerdo (tonkatsu); a esto se el denomina katsu-karē (カツカレー).
El korokke (コロッケ) es un aliño muy común en los platos japoneses. Aparte del arroz, son muy populares los karē udon (fideos gruesos en una sopa) y el karē-pan (‘pan de curri’, que se sirve frito en el medio de un plato).

### Otros países

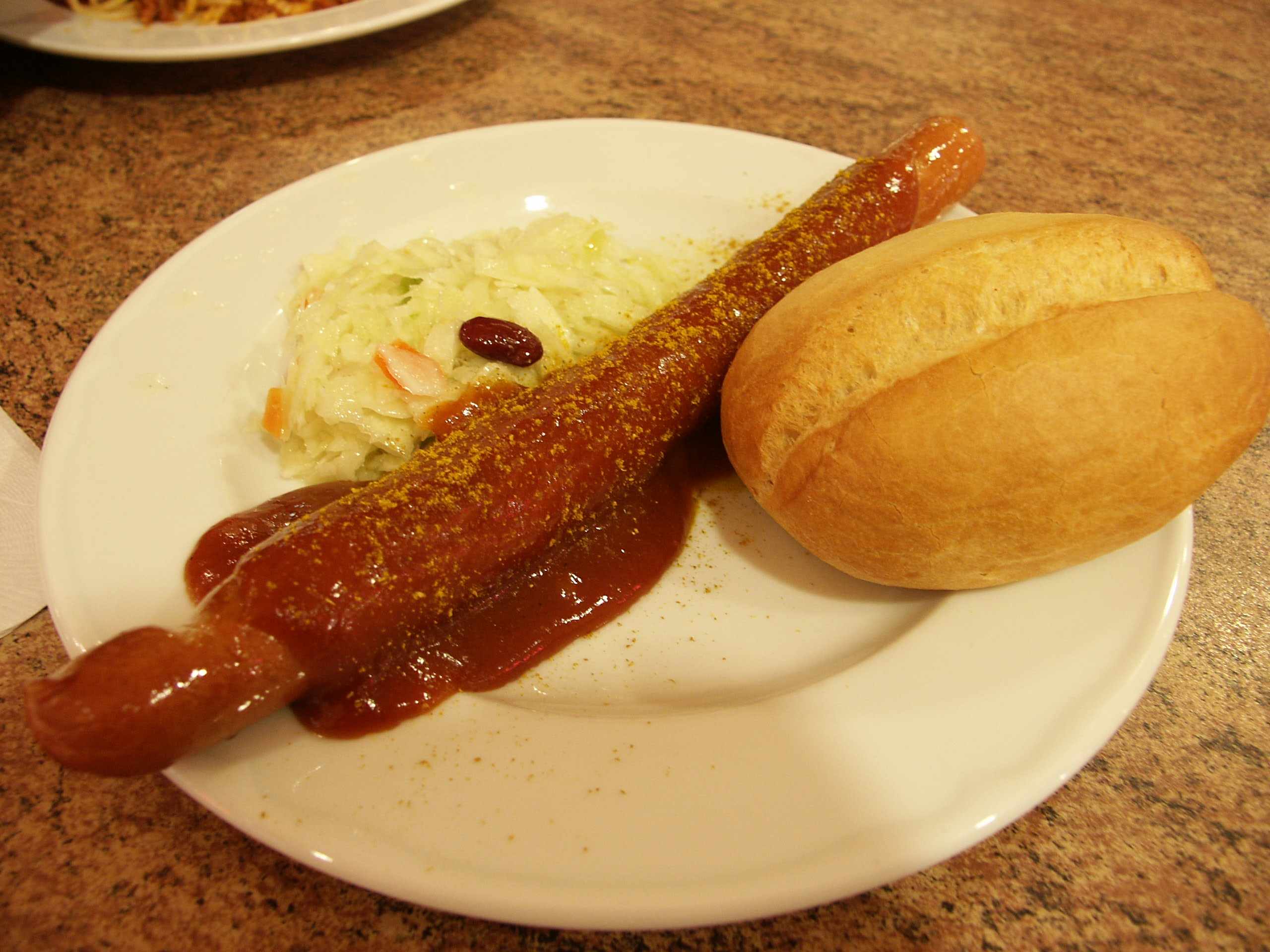
currywurst de Berlín.

Otros países han copiado la fórmula y han hecho platos con curri o con el mismo estilo, en algunos casos llegando a ser muy populares:
- Sudáfrica: curris del cabo Malayo
- Caribe: Curry de cabra
- Filipinas: kare-kare
- Etiopía: Wat, un estofado muy especiado.
- Alemania: Currywurst

El curri en polvo es empleado en muchas culturas gastronómicas como ingrediente incidental, un ejemplo es la "salsa de curri" (sauce au curri, denominado a veces au cari) que es una variación de la salsa clásica francesa denominada bechamel. En la cocina iraní existe una mezcla de especias molidas denominada advieh que se emplea en muchos estofados y platos de arroz. Es muy similar a otros curris. Los ingredientes de la mezcla de especias pueden variar, pero pueden incluir, canela, cardamomo, comino, coriandro, cúrcuma, pimienta negra, clavo de olor, pétalos de rosas, etc.

## Tolerancia o adicción al curri
Un número de estudios ha mostrado que la reacción de los receptores del dolor a los ingredientes picantes en los curris, incluido el korma, deja al cuerpo que libere endorfinas y se acabe combinando con una reacción sensorial compleja a la variedad de especias y sabores. Este efecto proporciona un deseo subsecuente de volver a necesitar o preferir en las siguientes veces de un curri picante. Algunos se refieren a esta preferencia en términos de adicción, pero otros investigadores evitan el uso de la palabra adicción en este contexto.